# Обиравноу
Обиравноу (Абиравнау, Обиравнов, Равноу) — река в Таджикистане, в Дарвазском районе в Горно-Бадахшанской автономной области, правый приток Пянджа. Берёт исток у перевала Возгина (3275 м), на водоразделе с рекой Возгина, другим правым притоком реки Пяндж. Течёт на юго-запад, затем поворачивает на юго-восток и впадает в Пяндж на границе с Афганистаном, юго-западнее афганского города Джорф и севернее села Хостав джамоата Нулванд, на высоте 1048,9 м над уровнем моря. Долины Обиминьоу и Обиравноу отделяют хребет Хазратишох (на западе) от Дарвазского хребта (на востоке). В верховьях реки расположен гребень Иоллихар. У развалин кишлака Равноу (Равнов) в реку впадает правый приток Кафирбача (Кафир-Бача, Кафирбага, Шакарсев, Шакарсы). Протекает по землям бывшего совхоза им. Юлиуса Фучика. В верхнем и среднем течении расположены археологические памятники — выработки и отвалы от промывки золота.